# 유리 궁전
《유리 궁전》(The Glass Palace)은 인도의 작가 아미타브 고시의 소설이다. 초반부에서 제3차 영국-미얀마 전쟁을 묘사하고, 전쟁에서 패한 군주 시보가 영국령 인도로 쫓겨나 겪는 이야기를 그리고 있다.
이 소설의 이름은 1829년 바기이다우왕에 헌납된 버마의 옛 역사적 작품인 Glass Palace Chronicle에서 비롯되었다.